# Geissorhiza bolusii
Geissorhiza bolusii är en irisväxtart som beskrevs av John Gilbert Baker. Geissorhiza bolusii ingår i släktet Geissorhiza och familjen irisväxter. Inga underarter finns listade i Catalogue of Life.